# Skeleton-Europacup 2013/14
Der Skeleton-Europacup 2013/14 war eine von der Fédération Internationale de Bobsleigh et de Tobogganing (FIBT) veranstaltete Rennserie, die zum insgesamt vierzehnten Mal ausgetragen wurde und zum Unterbau des Weltcups gehört. Die Ergebnisse der acht Saisonläufe flossen in das FIBT-Skeleton-Ranking 2013/14 ein.
Die Quotenplätze für die einzelnen nationalen Verbände wurden anhand des FIBT-Rankings aus der Vorsaison vergeben:
Bei den Männern konnten Deutschland, Russland, Rumänien, die Schweiz, Italien und Österreich mit je vier Athleten an den Start gehen. Alle übrigen europäischen sowie afrikanischen Nationen erhielten drei Startplätze, alle Nationen aus Amerika, Ozeanien und Asien zwei Startplätze.
Bei den Frauen konnten Deutschland, Russland und Österreich mit vier Athletinnen teilnehmen, alle übrigen europäischen sowie afrikanischen Nationen erhielten drei Startplätze, alle Nationen aus Amerika, Ozeanien und Asien zwei Startplätze.

## Männer

### Veranstaltungen
| Datum             | Ort        | Sieger             | Zweiter      | Dritter            |
| ----------------- | ---------- | ------------------ | ------------ | ------------------ |
| 22. November 2013 | Altenberg  | Axel Jungk         | Dominic Rady | Ruslan Sabitow     |
| 23. November 2013 | Altenberg  | Axel Jungk         | Dominic Rady | Martin Rosenberger |
| 7. Dezember 2013  | Igls       | Dominic Rady       | Axel Jungk   | Michael Zachrau    |
| 8. Dezember 2013  | Igls       | Dominic Rady       | Axel Jungk   | Ruslan Sabitow     |
| 17. Dezember 2013 | Winterberg | Dominic Rady       | Axel Jungk   | Michael Zachrau    |
| 11. Januar 2014   | Königssee  | Martin Rosenberger | Dominic Rady | Axel Jungk         |
| 12. Januar 2014   | Königssee  | Martin Rosenberger | Dominic Rady | Axel Jungk         |
| 16. Januar 2014   | St. Moritz | Dave Greszczyszyn  | Axel Jungk   | Dominic Rady       |

### Einzelwertung
| Platz | Sportler           | Land        | Punkte |
| ----- | ------------------ | ----------- | ------ |
| 1     | Dominic Rady       | Deutschland | 540    |
| 2     | Axel Jungk         | Deutschland | 520    |
| 3     | Martin Rosenberger | Deutschland | 435    |
| 4     | Michael Zachrau    | Deutschland | 363    |
| 5     | Ruslan Sabitow     | Russland    | 324    |
| 6     | Alexander Auer     | Österreich  | 307    |
| 7     | Newen Mitew        | Russland    | 294    |
| 8     | Marco Rohrer       | Schweiz     | 261    |
| 9     | Florentin Spadin   | Schweiz     | 237    |
| 10    | Pawel Tschuiko     | Russland    | 207    |

## Frauen

### Veranstaltungen
| Datum             | Ort        | Siegerin              | Zweite                        | Dritte         |
| ----------------- | ---------- | --------------------- | ----------------------------- | -------------- |
| 22. November 2013 | Altenberg  | Tina Hermann          | Maxi Just                     | Melissa Hoar   |
| 23. November 2013 | Altenberg  | Tina Hermann          | Maxi Just                     | Kim Meylemans  |
| 7. Dezember 2013  | Igls       | Anna Fernstädt        | Maxi Just                     | Elina Galijewa |
| 8. Dezember 2013  | Igls       | Maxi Just             | Anna Fernstädt Elina Galijewa | –              |
| 17. Dezember 2013 | Winterberg | Kim Meylemans         | Maxi Just                     | Anna Fernstädt |
| 11. Januar 2014   | Königssee  | Anna Fernstädt        | Maxi Just                     | Kim Meylemans  |
| 12. Januar 2014   | Königssee  | Anna Fernstädt        | Maxi Just                     | Renata Chusina |
| 16. Januar 2014   | St. Moritz | Maria Marinela Mazilu | Anna Fernstädt                | Lauri Bausch   |

### Einzelwertung
| Platz | Sportlerin           | Land               | Punkte |
| ----- | -------------------- | ------------------ | ------ |
| 1     | Anna Fernstädt       | Deutschland        | 495    |
| 2     | Maxi Just            | Deutschland        | 487    |
| 3     | Kim Meylemans        | Deutschland        | 396    |
| 4     | Elina Galijewa       | Russland           | 326    |
| 5     | Renata Chusina       | Russland           | 313    |
| 6     | Lauri Bausch         | Vereinigte Staaten | 301    |
| 7     | Anastassija Nowikowa | Russland           | 270    |
| 8     | Julija Kanakina      | Russland           | 245    |
| 9     | Fabienne Hodler      | Schweiz            | 210    |
| 10    | Kimberley Bos        | Niederlande        | 190    |